# ماریوس وولف
ماریوس وولف (آلمانی: Marius Wolf؛ زادهٔ ۲۷ مهٔ ۱۹۹۵) بازیکن فوتبال اهل آلمان است.
از باشگاه‌هایی که در آن بازی کرده‌است می‌توان به مونیخ ۱۸۶۰، هانوفر ۹۶ و بروسیا دورتموند اشاره کرد.